# Roberto Bautista Agut
Roberto Bautista Agut (Benlloc, 14 aprile 1988) è un tennista spagnolo.
In singolare è stato il n° 9 della classifica ATP il 4 novembre 2019, ha vinto dodici tornei del circuito maggiore tra cui l’ATP 500 di Dubai 2018, nelle prove del Grande Slam vanta la semifinale al torneo di Wimbledon 2019. Nel 2014 ha fatto il suo esordio nella squadra spagnola di Coppa Davis, con la quale ha vinto l'edizione 2019 del prestigioso trofeo.

## Biografia
Figlio di Joaquin e Ester, inizia a giocare a tennis a 5 anni e crescendo si ispira a Sergi Bruguera, David Ferrer, Juan Carlos Ferrero e Carlos Moya. Fino a 14 anni gioca anche a calcio tra i giovani del Villarreal, club di cui è rimasto tifoso. É appassionato di cavalli. Organizza l'addio al celibato a Ibiza, ma lo sposta a Londra dopo aver sorprendentemente raggiunto la semifinale al torneo di Wimbledon 2019. Quello stesso anno sposa Ana Bodi Tortosa, con la quale ha avuto il figlio Roberto.

## Carriera

### Tra gli juniores
Gioca nell'ITF Junior Circuit tra il 2003 e il 2006 e vince quattro titoli in singolare e due in doppio, tutti in tornei minori. Fa parte della squadra spagnola che vince la Coppa Davis Junior nel 2004. Il suo miglior ranking di categoria è il 47º posto raggiunto nel luglio 2006.

### 2004-2008, primi titoli ITF
Debutta tra i professionisti nel luglio 2004 con una sconfitta al primo turno del torneo ITF Futures Spain F14, nel settembre successivo vince il primo incontro al suo secondo torneo, lo Spain F23, e si spinge fino ai quarti di finale. Inizia a giocare a tempo pieno nel circuito ITF nel 2005 ma i primi risultati di rilievo arrivano nel 2007, in aprile fa la sua prima esperienza in un torneo ATP a Valencia e supera i primi due turni di qualificazione prima di essere eliminato nel turno decisivo. In giugno alza il suo primo trofeo da professionista allo Spain F24 e si ripete due mesi dopo allo Spain F29, sconfiggendo in entrambe le finali Pedro Clar-Rosselló. Non compie sostanziali progressi nel 2008, stagione in cui si aggiudica tre titoli ITF Futures; in aprile fa il suo esordio con una wild card in un tabellone principale del circuito ATP con una sconfitta al primo turno nel torneo di doppio a Valencia. In agosto esordisce invece nell'ATP Challenger Tour a Cordova, dove vince al primo turno e al secondo viene eliminato da Fernando Vicente.

### 2009-2011, top 200 e medaglia d'oro ai Giochi del Mediterraneo
Nel 2009 vince altri due titoli Futures in Spagna e in giugno fa il suo ingresso nella top 300 del ranking ATP. Il 3 luglio conquista il trofeo più importante di inizio carriera trionfando ai Giochi del Mediterraneo di Pescara, con la vittoria in finale per 6-4, 6-7, 7-6 su Marsel İlhan. Subito dopo ottiene la sua prima vittoria su un top 100 sconfiggendo il veterano Nicolás Massú, nº 94 del ranking, al primo turno del Challenger di San Benedetto del Tronto. In agosto batte il nº 82 ATP Evgenij Korolëv al secondo turno a Segovia raggiungendo per la prima volta i quarti in un Challenger, e viene eliminato da Adrian Mannarino. A fine anno, ancora a Valencia, supera per la prima volta le qualificazioni in un torneo ATP sconfiggendo i quotati Steve Darcis e Robert Kendrick, e al primo turno cede solo al terzo set contro il nº 34 ATP Albert Montanes.
All'inizio del 2010 fa la sua prima tournée in Oceania e viene eliminato nelle qualificazioni sia a Auckland che all'Australian Open, alla sua prima esperienza in una prova del Grande Slam, dove sfiora la qualificazione perdendo al terzo set dell'incontro decisivo. Nel corso della stagione disputa i suoi ultimi tornei ITF Futures e ne vince tre. Inizialmente non ottiene grandi risultati nei Challenger e nel circuito maggiore; non supera le qualificazioni alla sua prima esperienza al Roland Garros e a Wimbledon. In luglio disputa la sua prima finale Challenger a Pozoblanco e viene sconfitto in due set da Rubén Ramírez Hidalgo, risultato con cui entra nella top 200 del ranking, al 163º posto. Nel finale di stagione non va oltre una semifinale Challenger a Rennes. Anche il 2011 non fa registrare progressi di rilievo, gioca soprattutto nei tornei Challenger e raggiunge una sola finale ad Alessandria, persa in tre set contro Pablo Carreño Busta in maggio. Non entra nel tabellone principale di alcun torneo del circuito maggiore; partecipa senza successo alle qualificazioni di tutti i tornei dello Slam compresi gli US Open, dove alla sua prima esperienza viene subito eliminato al primo incontro. In settembre perde la finale in doppio al Challenger di Lubiana.

### 2012, primi titoli Challenger, top 100
In gennaio supera le qualificazioni a Doha e all'Australian Open, facendo il suo esordio nel tabellone principale di una prova dello Slam; in entrambi i tornei viene eliminato al primo turno e subisce la stessa sorte a Montpellier e a Marsiglia. In marzo supera le qualificazioni e debutta in un Masters 1000 a Miami, al primo turno batte il nº 45 ATP Andreas Seppi ed esce di scena al secondo per mano di Gilles Simon. Il 22 aprile conquista il suo primo titolo Challenger a Roma battendo in tre set nella finale Rui Machado. Continua a salire in classifica vincendo i Challenger di Orbetello in luglio e di Pozoblanco in agosto, sconfiggendo in finale rispettivamente Dušan Lajović e Arnau Brugués-Davi. Dopo quest'ultimo torneo fa il suo ingresso nella top 100, in 95ª posizione. In settembre raggiunge per la prima volta i quarti in un torneo ATP a San Pietroburgo e viene eliminato da Fabio Fognini dopo aver sconfitto Tejmuraz Gabašvili e Lu Yen-hsun. Il mese successivo disputa in doppio i quarti anche a Mosca in coppia con Igor Sijsling. Chiude la stagione all'80º posto del ranking in singolare, dopo essere stato 74º in ottobre.

### 2013, prima finale ATP, top 50

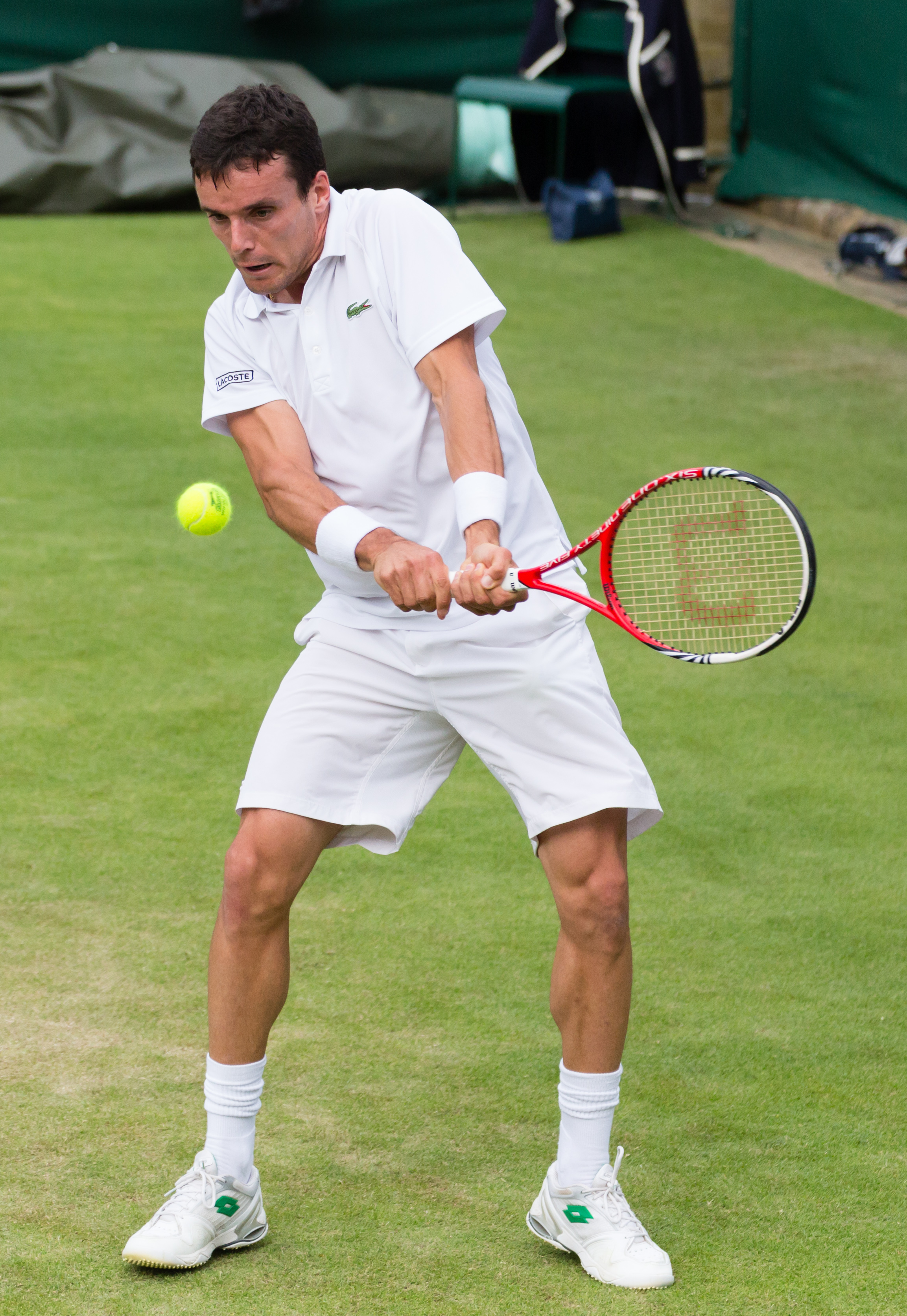
Wimbledon 2013

All'esordio stagionale raggiunge a Chennai la sua prima finale ATP, supera nei primi turni in due set Blaž Kavčič e Matthias Bachinger, nei quarti ha la meglio in tre set sul nº 6 del mondo Tomáš Berdych, primo top 10 sconfitto in carriera e piega in tre set anche Benoît Paire in semifinale. Nell'incontro decisivo si fa rimontare dal nº 9 del mondo Janko Tipsarević con il punteggio di 6-3, 1-6, 3-6, ma a fine torneo porta il suo best ranking al 55º posto. Vince il suo primo incontro in una prova dello Slam battendo in 5 set Fognini al primo turno dell'Australian Open ed esce al secondo dopo un'altra battaglia risoltasi al quinto set contro Jürgen Melzer. Raggiunge il secondo turno anche a Marsiglia e a Dubai, mentre viene sconfitto all'esordio nei Masters americani di Indian Wells e Miami. Esce al secondo turno a Monte Carlo, dopo aver eliminato il nº 13 ATP Gilles Simon, e al Roland Garros, battuto in tre set da Jérémy Chardy; nello Slam parigino si spinge fino al terzo turno nel torneo di doppio. Arriva nei quarti anche sull'erba di 's-Hertogenbosch, dove viene sconfitto da Xavier Malisse. Supera il primo turno a Wimbledon e al secondo strappa un set al nº 4 del mondo David Ferrer.
Sulla terra battuta di Stoccarda sconfigge Tobias Kamke e in rimonta Martin Kližan, approfitta del ritiro di Michael Berrer durante il match dei quarti di finale e approda alla sua seconda semifinale ATP in carriera , nella quale raccoglie solo 4 giochi contro Fabio Fognini, che vincerà il titolo. Chiude la stagione sulla terra battuta al 48º posto del mondo, nuovo best ranking, dopo il secondo turno raggiunto ad Amburgo, dove costringe al terzo set Fernando Verdasco, e dopo il ritiro al secondo turno di Gstaad. Inizia la trasferta americana a Winston-Salem e dopo aver nuovamente battuto Klizan esce a sorpresa contro il nº 126 ATP Ričardas Berankis. Come a Wimbledon, anche al secondo turno degli US Open il sorteggio lo mette di fronte a Ferrer, che di nuovo lo sconfigge in 4 set.	Al primo turno di San Pietroburgo elimina il nº 23 ATP Janko Tipsarević, al secondo piega la resistenza di Evgenij Donskoj nel tiebreak decisivo ed esce nei quarti per mano di Ernests Gulbis. Nel torneo di Pechino supera nelle qualificazioni Jack Sock e al primo turno il nº 29 del mondo Grigor Dimitrov prima di cedere in tre set al nº 16 John Isner. Esce al secondo turno a Valencia dopo aver eliminato il top 20 Kevin Anderson.

### 2014, primi due titoli ATP, semifinale a Madrid e 14º nel ranking
Con l'uscita al primo turno a Chennai, dove era stato finalista l'anno prima, perde molti punti nel ranking e si trova al 73º posto. Inizia subito a risalire arrivando in semifinale a Auckland, dove perde al terzo set da Isner. Al secondo turno dell'Australian Open sconfigge la testa di serie nº 5 del Potro, al nº 29 ATP Paire concede solo 7 giochi e al quarto turno perde contro Dimitrov. L'impresa gli vale la prima convocazione nella squadra spagnola di Coppa Davis in occasione della sfida valida per il primo turno di Gruppo Mondiale a Francoforte contro la Germania, dove perde entrambi i singolari. Riprende a vincere nei primi Masters 1000 stagionali, a Indian Wells viene eliminato al quarto turno da Gulbis dopo aver battuto il nº 5 del mondo Berdych, e ritocca il best ranking in 47ª posizione, mentre al secondo turno di Miami sconfigge il nº 20 Jerzy Janowicz e perde al terzo da Fognini, che lo elimina anche a Monte Carlo. Continua l'ascesa nel ranking in maggio raggiungendo la sua prima semifinale in un Masters 1000 al torneo di Madrid, supera tra gli altri i quotati connazionali Robredo e Verdasco prima di perdere contro Nadal per 6-4 6-3.

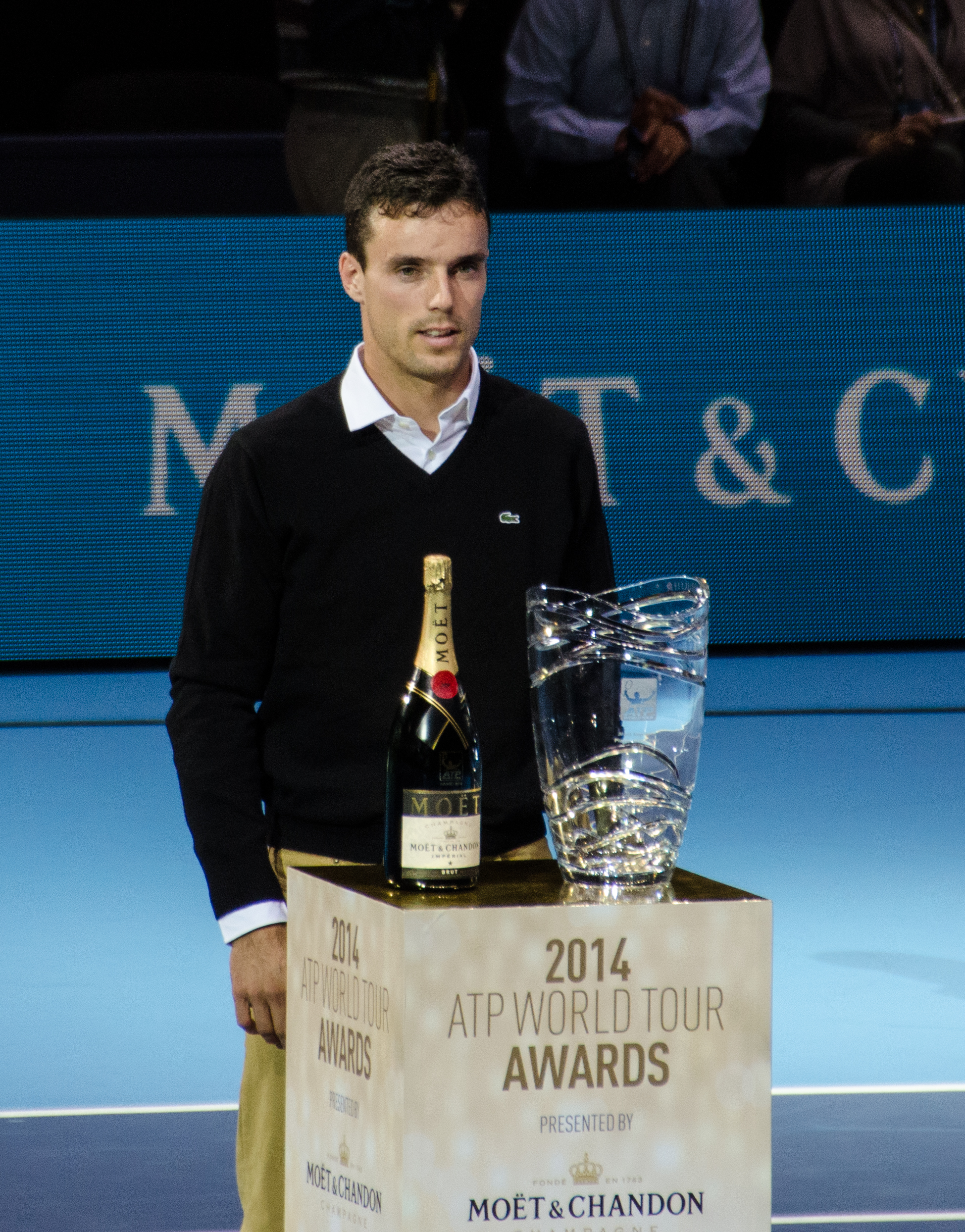
Bautista riceve il premio alle ATP World Tour Finals 2014 per il giocatore che si è migliorato di più nel 2014

Raggiunge per la prima volta il terzo turno al Roland Garros e perde in 4 set da Berdych. Il 21 giugno vince il suo primo titolo ATP a 's-Hertogenbosch battendo in finale il tedesco Benjamin Becker con il punteggio di 2-6 7-6 6-4. Al terzo turno di Wimbledon raccoglie solo 7 giochi contro l'idolo di casa Andy Murray. Al successivo torneo di Stoccarda conquista il suo secondo titolo ATP, elimina tra gli altri il campione uscente Fognini e in finale ha la meglio su Lukáš Rosol per 6-3, 4-6, 6-2, entrando così per la prima volta in carriera nelle prime venti posizioni del ranking. Conferma l'ottimo momento arrivando al quarto turno agli US Open e cede in tre set al nº 3 del mondo Roger Federer. Si aggiudica l'unico punto della Spagna nei playoff di Davis persi 3-1 con il Brasile e perde il secondo singolare. Il 20 ottobre figura al 14º posto della classifica ATP, suo nuovo miglior ranking, grazie al terzo turno raggiunto al Masters di Shanghai e alla successiva finale raggiunta a Mosca, persa in due set contro Čilić. Chiude la stagione al 15º posto mondiale dopo il terzo turno raggiunto al Masters di Parigi. In quel periodo, i colleghi dell'ATP gli assegnano il premio per il giocatore che si è maggiormente migliorato nel 2014.

### 2015, due finali ATP
Inizia il 2015 a Chennai e perde a sorpresa in semifinale contro il nº 156 ATP Aljaž Bedene. Si ritira al primo incontro disputato a Auckland ed esce al secondo turno dell'Australian Open. Al ritorno in Europa viene eliminato da Gaël Monfils al secondo turno a Rotterdam e in semifinale a Marsiglia. Nei Masters di Indian Wells e Miami raccoglie una sola vittoria su tre incontri disputati. Raggiunge per la prima volta il terzo turno a Monte Carlo ed esce di scena per mano di Tomáš Berdych, mentre è Kei Nishikori a eliminarlo nei quarti a Barcellona. A Monaco di Baviera perde in semifinale contro Andy Murray e non conferma la semifinale dell'anno prima a Madrid, dove viene nuovamente eliminato da Nishikori al terzo turno. Nei successivi 4 tornei, tra i quali l'Open di Francia, non va mai oltre il secondo turno e si riscatta raggiungendo per la prima volta il quarto turno a Wimbledon, dove viene di nuovo seccamente battuto da Federer.
Al successivo torneo di Umago perde in semifinale contro João Sousa e si ferma al secondo turno ad Amburgo e nei Masters americani di Montréal e Cincinnati. Come l'anno precedente raggiunge il quarto turno agli US Open, dove strappa un set al futuro vincitore del torneo e nº 1 del mondo Novak Đoković. Dopo la semifinale raggiunta a San Pietroburgo, viene eliminato al secondo turno a Tokyo e al Masters di Shanghai. In ottobre torna a disputare una finale ATP a Mosca a distanza di un anno da quella persa l'anno prima nella stessa capitale russa, e come l'anno precedente la perde contro Čilić con lo stesso punteggio di 4-6, 4-6. Arriva in finale anche al successivo torneo di Valencia e subisce la seconda sconfitta stagionale da parte di Sousa, chiudendo il 2015 al 25º posto del ranking.

### 2016, due titoli ATP, finale a Shanghai, vittoria su Djokovic e 13º nel ranking
Sconfitto da Borna Ćorić nei quarti all'esordio stagionale a Chennai, al successivo torneo di Auckland vince il suo terzo titolo ATP approfittando del ritiro in finale di Jack Sock, dopo aver eliminato il nº 11 del mondo John Isner e in semifinale il nº 10 Jo-Wilfried Tsonga, al quale annulla un match-point. All'Australian Open lotta cinque set per eliminare Martin Kližan e Dušan Lajović, al terzo turno sconfigge in tre parziali il nº 13 ATP Marin Čilić ed esce al turno successivo per mano del nº 6 Tomáš Berdych che si impone per 6-3 al quinto set. Continua a risalire la classifica vincendo il titolo a Sofia, non perde alcun set durante il torneo e in finale ha la meglio su Viktor Troicki per 6-3, 6-4. Si ferma ai quarti nei successivi ATP 500 di Rotterdam e Dubai; nei primi Masters 1000 stagionali perde il primo incontro disputato a Indian Wells mentre a Miami batte nuovamente Tsonga, per poi essere eliminato al quarto turno da Kei Nishikori.

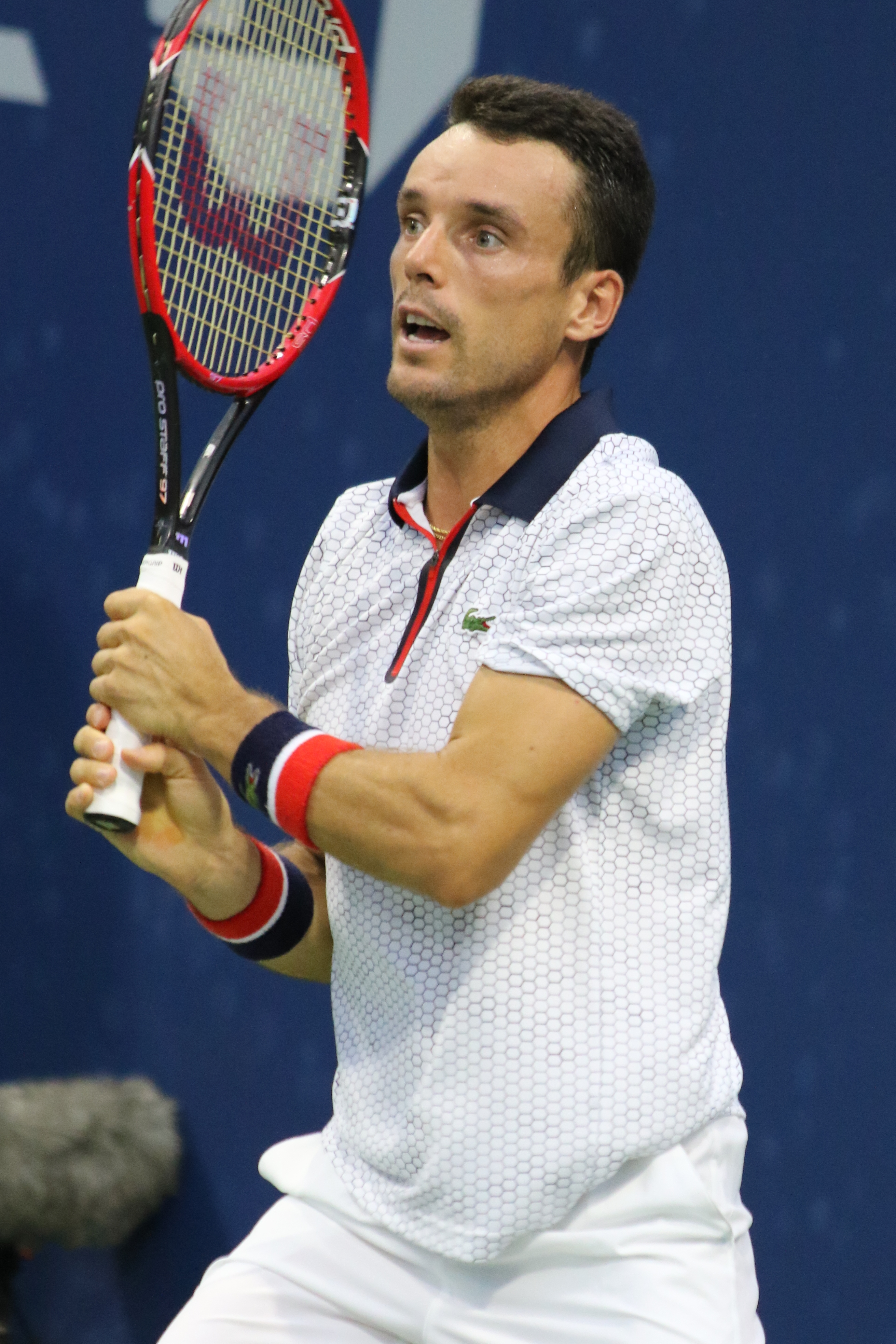
Bautista nel settembre 2016 agli US Open

Inizia la stagione europea con il terzo turno raggiunto a Monte Carlo, dove perde in due set da Federer. Viene eliminato a sorpresa dal qualificato Karen Chačanov all'esordio a Barcellona e al terzo turno di Madrid raccoglie solo 3 giochi contro Djokovic. Torna a mettersi in luce raggiungendo per la prima volta il quarto turno al Roland Garros e si trova nuovamente di fronte a Djokovic, al quale riesce a strappare il primo parziale prima di venire rimontato e sconfitto al quarto set. Non va oltre il terzo turno al Queen's e a Wimbledon, sconfitto rispettivamente da Milos Raonic e Bernard Tomić. Nel successivo confronto di Davis vinto 4-1 contro la Romania si impone in entrambi gli incontri in singolare. In agosto viene chiamato per la prima volta a rappresentare la Spagna alle Olimpiadi ai Giochi di Rio e viene eliminato nei quarti dal futuro finalista Juan Martín del Potro. In coppia con David Ferrer si spinge fino ai quarti anche nel torneo di doppio e vengono sconfitti da Steve Johnson / Jack Sock.
A Winston-Salem disputa la sua terza finale stagionale e viene sconfitto in rimonta da Pablo Carreño Busta, mentre agli US Open viene eliminato al terzo turno da Lucas Pouille dopo cinque set. A San Pietroburgo esce di scena in semifinale, battuto in due parziali dal nº 3 ATP Stan Wawrinka. Inizia lo swing asiatico uscendo al secondo turno a Pechino e raggiunge per la prima volta la finale in un Masters 1000 al successivo torneo di Shanghai; elimina nell'ordine Bernard Tomić, Taylor Fritz, Viktor Troicki e nei quarti Jo-Wilfried Tsonga, in semifinale ottiene una delle più significative vittorie in carriera sconfiggendo 6-4, 6-4 il nº 1 del mondo Djokovic, contro il quale aveva perso tutti e cinque gli incontri disputati in precedenza. Nell'incontro per il titolo cede al nº 2 Andy Murray con il punteggio di 6-7, 1-6. Il grande risultato gli vale il nuovo best ranking al 13º posto mondiale. Arrivano quindi a sorpresa le sconfitte nel match d'esordio a Mosca contro il nº 266 ATP Aleksandr Bublik e a Vienna contro il nº 417 Jürgen Melzer. Esce all'esordio anche al Masters di Parigi sprecando due match-ball contro Gilles Simon.

### 2017, due titoli ATP
Comincia il 2017 vincendo il titolo a Chennai battendo in finale Daniil Medvedev per 6-3 6-4. Al terzo turno dell'Australian Open supera Ferrer e viene eliminato negli ottavi da Milos Raonic. Nella sfida di Davis vinta 3-2 a Osijek contro la Croazia si impone in entrambi i singolari. Raggiunge la semifinale a Sofia e viene eliminato nel tiebreak decisivo da David Goffin. Negli ottavi del Miami Open cede al termine di due tiebreak a Federer. Dopo la semifinale persa a Monaco di Baviera contro Alexander Zverev, si ferma negli ottavi agli Internazionali d'Italia, sconfitto da Djokovic, e al Roland Garros, dove il dominatore del torneo Nadal gli concede solo cinque giochi. Nei quarti di Halle vince il primo parziale contro Zverev ma si fa rimontare e perde in tre set. Al terzo turno di Wimbledon elimina il nº 9 ATP Nishikori e al turno successivo incassa una dura sconfitta contro il nº 6 Cilic. Sulla terra rossa di Gstaad arriva in semifinale e viene eliminato in tre set dal futuro vincitore del torneo Fabio Fognini.
Sconfiggendo Gaël Monfils al terzo turno a Montréal, per la prima volta in carriera raggiunge i quarti in un Masters 1000 americano ed è ancora una volta eliminato da Federer, che si impone in due set. A fine agosto vince il secondo titolo ATP stagionale a Winston-Salem battendo in finale il bosniaco Damir Džumhur per 6-4 6-4. Non va oltre il terzo turno agli US Open, sconfitto in tre set dal futuro semifinalista Juan Martín del Potro. A San Pietroburgo viene sconfitto per la seconda volta in stagione in semifinale da Fognini, che vince al tiebreak del set decisivo. Nella trasferta cinese raggiunge i quarti di finale a Pechino e viene battuto da Dimitrov. Negli ultimi tornei stagionali raccoglie nuove sconfitte contro del Potro, nei quarti a Basilea, e da Cilic al terzo turno del Masters di Parigi; finisce il 2017 al 20º posto del ranking.

### 2018, due titoli ATP
Eliminato al primo turno all'esordio stagionale a Pune, vince il titolo al successivo torneo di Auckland sconfiggendo in finale del Potro in tre set. Arrivano quindi le delusioni all'Australian Open e a Marsiglia, con le eliminazioni al primo turno, e nella sfida di Coppa Davis vinta 3-1 contro la Gran Bretagna, nella quale perde contro Cameron Norrie dopo essere stato in vantaggio di due set. Si riscatta vincendo il 3 marzo a Dubai il suo primo titolo ATP 500, cede un solo set durante il torneo e in finale ha la meglio su Lucas Pouille per 6-4, 6-3. Vince in totale un solo incontro nei due Masters 1000 statunitensi di inizio primavera, a Indian Wells disputa il suo ultimo incontro di doppio e nel prosieguo della carriera giocherà solo in singolare. All'inizio della stagione europea sulla terra, subisce due sconfitte da David Goffin al terzo turno di Monte Carlo e nei quarti a Barcellona. Esce nei quarti anche a Monaco e si ferma al secondo turno a Madrid. Raggiunge il terzo turno al Roland Garros e viene sconfitto in quattro set da Djokovic. È costretto al ritiro durante la semifinale contro Borna Ćorić ad Halle per un problema all'anca che l'aveva già portato a rinunciare al Masters romano, e un risentimento inguinale gli impone di rinunciare anche a Wimbledon.

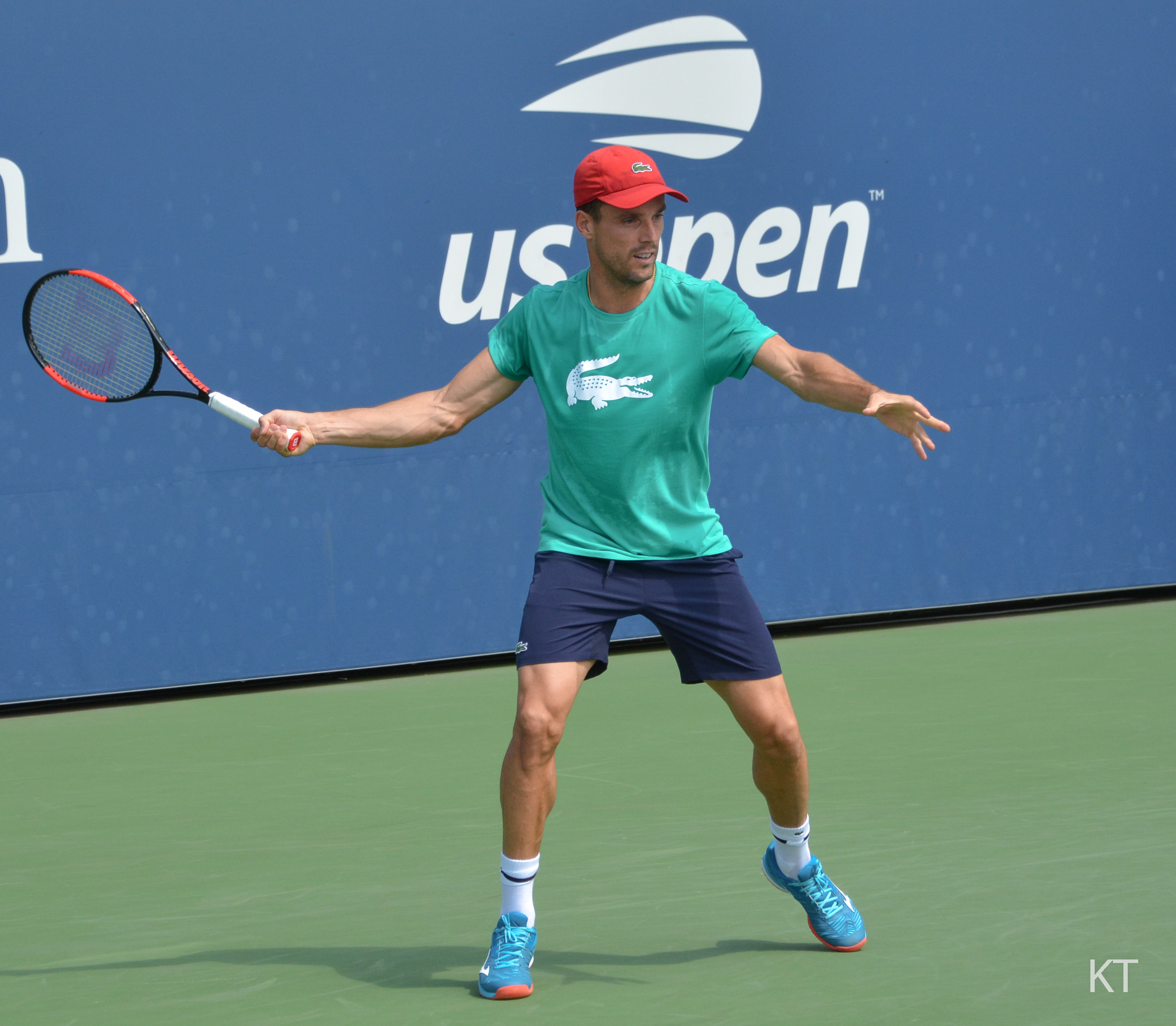
In allenamento agli US Open 2018

Rientra verso fine agosto e perde in due set contro Matteo Berrettini la finale di Gstaad. Un nuovo problema fisico, questa volta gli addominali, lo tiene lontano un altro mese dal circuito e al rientro agli US Open viene eliminato a sorpresa al primo turno da Jason Kubler. Tre settimane più tardi cede al quinto set a Lucas Pouille nella semifinale di Davis contro la Francia, che già al termine del doppio si trova sul 3-0 garantendosi un posto nella finale. A San Pietroburgo supera nei quarti la rivelazione del Roland Garros Marco Cecchinato ed esce di scena in semifinale per mano di Dominic Thiem. Al terzo turno a Shanghai strappa un set a Federer, che vince al terzo set. A fine anno raggiunge i quarti a Basilea ed esce al secondo turno al Parigi Masters.

### 2019, semifinale a Wimbledon, trionfo in Coppa Davis, un titolo ATP e nº 9 del ranking
Inizia il 2019 al torneo di Doha, in semifinale ottiene la sua seconda vittoria in carriera sul nº 1 del mondo Novak Đoković e si aggiudica il titolo sconfiggendo in tre set Tomáš Berdych. A fine gennaio raggiunge per la prima volta i quarti di finale in una prova dello Slam all'Australian Open e viene eliminato in quattro set dalla testa di serie nº 14 Stefanos Tsitsipas dopo aver eliminato il nº 11 ATP Karen Chačanov e il nº 7 Marin Čilić. Un'indisposizione lo costringe a dare forfait prima dei quarti a Sofia e torna a mettersi in luce in marzo al Masters di Miami, dove sconfigge per la seconda volta in stagione Djokovic e cede dopo due tiebreak nei quarti all'idolo di casa John Isner. Nei tornei sulla terra battuta che precedono il Roland Garros ha come miglior risultato la semifinale a Monaco di Baviera, persa contro Matteo Berrettini, e nello Slam parigino viene eliminato al terzo turno da Fognini. Esce di scena nei quarti ad Halle per mano di Federer, che si impone al terzo set. A Wimbledon raggiunge la prima semifinale Slam in carriera e si arrende in quattro set al futuro campione Novak Đoković. All'ultimo torneo prima della trasferta americana esce nei quarti a Gstaad.
Grazie ai quarti di finale raggiunti nei Masters di Montréal e di Cincinnati, dove viene sconfitto al terzo set rispettivamente da Gaël Monfils e Richard Gasquet, il 19 agosto diventa il nº 10 mondiale, suo nuovo miglior ranking. Arriva quindi a sorpresa l'eliminazione al primo turno degli US Open ad opera di Michail Kukuškin, che vince al quinto set. Inizia lo swing cinese raggiungendo la semifinale a Zhuhai, nella quale viene sconfitto da Alex de Minaur, mentre al Masters di Shanghai si arrende al terzo turno a Berrettini. Sale al 9º posto del ranking dopo aver raggiunto i quarti a Basilea e il secondo turno al Masters di Parigi. La stagione si conclude a Madrid con le finali di Coppa Davis, che si svolgono con il nuovo formato. Nella sfida con la Russia della fase a gironi, la Spagna prevale per 2-1 nonostante la sconfitta di Bautista Agut contro Rublev. Batte quindi Nikola Mektić nel 3-0 sulla Croazia e rinuncia alla semifinale per raggiungere il padre in fin di vita nella sua Castellón de la Plana ed essergli vicino quando muore. Fa in tempo a giocare la finale vinta 2-0 contro il Canada e battendo Félix Auger-Aliassime contribuisce alla conquista della sesta Coppa Davis da parte della Spagna.

### 2020, finale all'ATP Cup
Poche settimane dopo il trionfo in Davis, inizia la stagione da protagonista alla prima edizione dell'ATP Cup vincendo tutti i sei incontri disputati, compreso quello contro Dušan Lajović nella finale con la Serbia di Djokovic, il quale vince l'altro singolare contro Nadal e il doppio regalando il titolo alla propria squadra. La striscia di 10 vittorie consecutive ha fine al terzo turno dell'Australian Open, dove Bautista cede al quinto set contro Cilic. In febbraio esce al secondo turno a Rotterdam e al primo a Dubai prima della lunga pausa osservata dal tennis mondiale per la pandemia di COVID-19.
Rientra in agosto al Masters di Cincinnati, disputato in via eccezionale a New York, ed elimina nell'ordine Richard Gasquet, Karen Chačanov e il campione uscente e nº 5 mondiale Daniil Medvedev nei quarti. In semifinale vince il primo parziale contro Djokovic che lo elimina sconfiggendolo al tiebreak del terzo set. Esce di scena agli US Open con la sconfitta a sorpresa subita al terzo turno in cinque set contro Vasek Pospisil. Al primo turno di Amburgo batte Nikoloz Basilašvili, che aveva vinto le ultime due edizioni del torneo, e nei quarti viene superato da Rublev che vincerà il titolo. All'Open di Francia si ferma al terzo turno, sconfitto in quattro set da Pablo Carreño Busta. Chiude la stagione perdendo in semifinale a Colonia da Félix Auger-Aliassime.

### 2021, due finali ATP
Anche nel 2021 fa il suo esordio stagionale all'ATP Cup, nella fase a gironi vince con Alex de Minaur e viene sconfitto da Stefanos Tsitsipas, ma la Spagna passa comunque il turno e nella semifinale persa 3-0 contro l'Italia viene battuto da Berrettini. Al primo turno dell'Australian Open viene eliminato a sorpresa dal nº 85 del ranking Radu Albot. Al successivo torneo di Montpellier raggiunge la finale, la prima dopo quella vinta a Doha nel 2019, e viene sconfitto in tre set da David Goffin. Arriva in finale anche a Doha dopo aver eliminato il nº 4 del mondo Dominic Thiem e il nº 8 Rublev, nell'incontro per il titolo perde in due set da Nikoloz Basilašvili. A Dubai cede in tre set negli ottavi a Jannik Sinner il quale lo elimina anche nella semifinale di Miami, dopo che Bautista aveva sconfitto seccamente nei quarti il nº 2 del mondo Daniil Medvedev. Dà il via alla stagione europea sulla terra battuta a Monte Carlo e viene eliminato al terzo turno da Rublev, mentre a Barcellona patisce la terza sconfitta in poco più di un mese contro Sinner. Dopo le eliminazioni subite contro il riemergente John Isner al secondo turno a Madrid e contro Rublev al terzo turno degli Internazionali d'Italia, perde al secondo turno del Roland Garros contro il nº 150 ATP Henri Laaksonen.
Disputa il primo torneo sull'erba ad Halle e viene eliminato al primo turno, mentre a Maiorca raggiunge i quarti ed esce per mano di Sam Querrey. A Wimbledon viene sconfitto negli ottavi da Denis Shapovalov, perde molti dei punti guadagnati con la semifinale del 2019 e scende in classifica dal 10º al 16º posto. In questo periodo annuncia di non partecipare al torneo olimpico di Tokyo per prendersi una pausa in un calendario troppo denso di impegni. Prende invece parte ai tornei di Gstaad e Kitzbühel, perdendo in entrambi al primo turno. Torna al successo nel Toronto Masters superando Tommy Paul e Diego Schwartzman e viene eliminato nei quarti dal futuro finalista Reilly Opelka. Agli US Open sconfigge in tre set Nick Kyrgios ed Emil Ruusuvuori ed esce al terzo turno per mano di Félix Auger-Aliassime, che si impone al quinto set. Anche a Indian Wells non va oltre il terzo turno, battuto in tre set dal futuro vincitore Cameron Norrie, e non ottiene risultati di rilievo negli ultimi tornei stagionali.

### 2022, due titoli ATP, finale all'ATP Cup
Fa l'esordio stagionale all'ATP Cup a Sydney e porta la Spagna in finale vincendo tutti e quattro gli incontri disputati, battendo tra gli altri i top 10 Hubert Hurkacz e Casper Ruud. Nella finale perde contro Félix Auger-Aliassime e il Canada si aggiudica il trofeo con l'altra vittoria di Denis Shapovalov su Pablo Carreño Busta. Al terzo turno degli Australian Open viene sconfitto al quinto set da Taylor Fritz. A Montpellier esce di scena nei quarti di finale per mano di Aleksandr Bublik, che vincerà il suo primo titolo ATP. Torna a disputare una finale ATP a Doha, dove l'anno prima aveva giocato l'ultima, persa con Basilašvili, e dove nel 2019 aveva vinto l'ultimo titolo ATP. Nei primi tre incontri concede in totale solo 7 giochi contro Tarō Daniel, Andy Murray e Alejandro Davidovich Fokina, in semifinale perde l'unico set del torneo sconfiggendo Karen Chačanov e in finale ritrova Basilašvili, che batte per 6-3, 6-4. Vince entrambi gli incontri disputati in marzo nella sfida di Coppa Davis in cui la Spagna si impone per 3-1 sulla Romania. Viene eliminato al terzo turno nei Masters 1000 di Indian Wells e Miami, rispettivamente da Carlos Alcaraz e Jenson Brooksby.
Un infortunio al polso lo costringe a saltare la prima parte della stagione europea su terra battuta, rientra a inizio maggio al Masters di Madrid, dove al primo turno concede due soli giochi all'emergente Jenson Brooksby e viene sconfitto al secondo al tie-break del set decisivo da Daniel Evans. Avverte ancora dolore al polso e deve osservare un nuovo periodo di riposo. Rientra dopo oltre un mese per la stagione sui campi in erba; viene eliminato nei quarti di finale dal nº 1 del mondo Medvedev al 500 di Halle, e si prende la rivincita sul campione russo nei quarti di finale a Maiorca, dove viene sconfitto al tie-break del set decisivo in finale da Stefanos Tsitsipas. Supera il primo turno a Wimbledon, subito dopo viene trovato positivo a un test del COVID-19 ed è costretto a ritirarsi dal torneo. Sconfitto a sorpresa al turno di esordio a Båstad e Gstaad, vince il suo secondo torneo stagionale a Kitzbühel con il successo in finale sulla wild-card locale Filip Misolic.
Eliminato al terzo turno nei Masters di Montréal e Cincinnati, esce dalla top 20 dopo la sconfitta al primo turno agli US Open. Nella fase a gruppi delle finali di Coppa Davis vince i tre incontri disputati e la Spagna accede ai quarti vincendo il girone. Al primo turno dell'ATP di Nur-Sultan elimina Félix Auger-Aliassime e nei quarti raccoglie solo due giochi contro Daniil Medvedev. Sconfitto al turno di esordio nei due successivi tornei, raggiunge la semifinale a Basilea e cede a Holger Rune dopo due tie-break, rientrando per una sola settimana in top 20. Eliminato al primo turno al Paris Masters, perde il singolare contro Borna Ćorić nel quarto di finale perso 2-0 contro la Croazia in Coppa Davis.

### 2023, una finale ATP
All'esordio stagionale all'Adelaide 1 perde in semifinale contro Sebastian Korda dopo aver eliminato il nº 8 ATP Andrej Rublëv. Raggiunge la finale al successivo Adelaide 2 e viene sconfitto al tie-break decisivo da Soonwoo Kwon. Agli Australian Open si spinge fino al quarto turno e cede in 4 set a Tommy Paul dopo il successo contro Andy Murray. Vince solo uno degli incontri disputati nei 6 tornei successivi. Non va oltre il secondo turno a Monte Carlo, mentre esce al terzo turno a Barcellona e al Masters di Madrid. Eliminato al secondo turno al Roland Garros, torna a mettersi in evidenza spingendosi fino in semifinale ad Halle con la vittoria sul nº 3 del mondo Daniil Medvedev ed esce di scena per mano di Andrej Rublëv. Al primo turno a Wimbledon viene sconfitto al quinto set da Roman Safiullin, che sarà una delle rivelazioni del torneo. A fine luglio si procura una distorsione a una caviglia mentre si sta prendendo cura dei propri cavalli e deve osservare un periodo di convalescenza. Rientra a ottobre e scende al 66º posto mondiale; i primi risultati di rilievo sono i successi su Jiří Lehečka al Paris Open e Miomir Kecmanović al Sofia Open, tornei dove esce al secondo turno. Chiude il 2023 con la sconfitta in finale contro Fognini al Challenger di Valencia.

### 2024: un titolo ATP, quarto turno a Wimbledon e rientro nella top 50
All'esordio stagionale raggiunge i quarti di finale all'Hong Kong Open, perde ulteriori posizioni nel ranking e dopo l'eliminazione al primo turno degli Australian Open resta due settimane fuori dalla top 100 nella quale si trovava ininterrottamente dall'agosto 2012. Non supera il secondo turno nei successivi tornei. Si spinge fino al terzo turno al Barcelona Open 2024 e viene eliminato da Cameron Norrie dopo aver sconfitto Roman Safiullin. Non supera il turno di esordio all'Open di Francia 2024 e conferma di trovarsi a proprio agio sull'erba raggiungendo i quarti a Maiorca e il quarto turno a Wimbledon, risultati con cui rientra al 74º posto mondiale dopo che era nuovamente uscito dalla top 100. Continua la risalita anche se nella tournée americana raggiunge il secondo turno solo agli US Open. Torna protagonista nella fase a gironi delle Finali di Coppa Davis, vince i due singolari e perde un match di doppio nelle prime due vittoriose sfide con cui la Spagna si assicura il passaggio ai quarti di finale. Nella tournée asiatica non supera i primi turni, torna al successo allo European Open conquistando un titolo ATP dopo oltre due anni con la vittoria in finale su Jiří Lehečka con il punteggio di 7-5, 6-1, risultato con cui rientra in top 50 a distanza di un anno. Allo Swiss Indoors elimina il nº 8 del mondo Casper Ruud ed esce al secondo turno.

### 2025: semifinale al Queen's
Vince un solo incontro nei primi sette tornei stagionali. Nei tornei successivi vince qualche altro incontro e si mantiene nelle posizioni a cavallo della 50ª. Raggiunge per la prima volta i quarti di finale in stagione all'ATP 500 dell'Hamburg Open con il successo sul nº 15 del mondo Frances Tiafoe e viene eliminato dal vincitore del torneo Flavio Cobolli. Sconfitto da Rune al primo turno del Roland Garros, si riscatta raggiungendo la semifinale all'ATP 500 del Queen's con le vittorie sul top 20 Jakub Mensik e sullo stesso Rune (nº 9 del mondo), prima di cedere al vincitore del torneo Alcaraz. Risale alla 42ª posizione mondiale dopo l'eliminazione nei quarti ai Mallorca Championships ed esce al primo turno a Wimbledon.

## Statistiche

### Singolare

#### Vittorie (12)
| Legenda              |
| Grande Slam (0)      |
| ATP Finals (0)       |
| ATP Masters 1000 (0) |
| ATP Tour 500 (1)     |
| ATP Tour 250 (11)    |

| N.  | Data             | Torneo                            | Superficie  | Avversario in finale  | Punteggio        |
| 1.  | 21 giugno 2014   | Rosmalen Open, 's-Hertogenbosch   | Erba        | Benjamin Becker       | 2–6, 7–6(2), 6–4 |
| 2.  | 13 luglio 2014   | Stuttgart Open, Stoccarda         | Terra rossa | Lukáš Rosol           | 6–3, 4–6, 6–2    |
| 3.  | 16 gennaio 2016  | Auckland Open, Auckland           | Cemento     | Jack Sock             | 6–1, 1–0 rit.    |
| 4.  | 7 febbraio 2016  | Sofia Open, Sofia                 | Cemento (i) | Viktor Troicki        | 6–3, 6–4         |
| 5.  | 8 gennaio 2017   | Chennai Open, Chennai             | Cemento     | Daniil Medvedev       | 6–3, 6–4         |
| 6.  | 26 agosto 2017   | Winston-Salem Open, Winston-Salem | Cemento     | Damir Džumhur         | 6–4, 6–4         |
| 7.  | 13 gennaio 2018  | Auckland Open, Auckland (2)       | Cemento     | Juan Martín del Potro | 6–1, 4–6, 7–5    |
| 8.  | 3 marzo 2018     | Dubai Tennis Championships, Dubai | Cemento     | Lucas Pouille         | 6–3, 6–4         |
| 9.  | 5 gennaio 2019   | Qatar Open, Doha                  | Cemento     | Tomáš Berdych         | 6–4, 3–6, 6–3    |
| 10. | 19 febbraio 2022 | Qatar Open, Doha (2)              | Cemento     | Nikoloz Basilašvili   | 6–3, 6–4         |
| 11. | 30 luglio 2022   | Austrian Open, Kitzbühel          | Terra rossa | Filip Misolic         | 6–2, 6–2         |
| 12. | 20 ottobre 2024  | European Open, Anversa            | Cemento (i) | Jiří Lehečka          | 7–5, 6–1         |

#### Finali perse (11)
| Legenda              |
| Grande Slam (0)      |
| ATP Finals (0)       |
| ATP Masters 1000 (1) |
| ATP Tour 500 (0)     |
| ATP Tour 250 (10)    |

| N.  | Data             | Torneo                            | Superficie  | Avversario in finale | Punteggio           |
| 1.  | 6 gennaio 2013   | Chennai Open, Chennai             | Cemento     | Janko Tipsarević     | 6–3, 1–6, 3–6       |
| 2.  | 19 ottobre 2014  | Kremlin Cup, Mosca                | Cemento (i) | Marin Čilić          | 4–6, 4–6            |
| 3.  | 25 ottobre 2015  | Kremlin Cup, Mosca (2)            | Cemento (i) | Marin Čilić          | 4–6, 4–6            |
| 4.  | 1º novembre 2015 | Valencia Open, Valencia           | Cemento (i) | João Sousa           | 6–3, 3–6, 4–6       |
| 5.  | 27 agosto 2016   | Winston-Salem Open, Winston-Salem | Cemento     | Pablo Carreño Busta  | 7–6(6), 6(1)–7, 4–6 |
| 6.  | 16 ottobre 2016  | Shanghai Masters, Shanghai        | Cemento     | Andy Murray          | 6(1)–7, 1–6         |
| 7.  | 29 luglio 2018   | Swiss Open Gstaad, Gstaad         | Terra rossa | Matteo Berrettini    | 6(9)–7, 4–6         |
| 8.  | 28 febbraio 2021 | Open Sud de France, Montpellier   | Cemento (i) | David Goffin         | 7–5, 4–6, 2–6       |
| 9.  | 13 marzo 2021    | Qatar Open, Doha                  | Cemento     | Nikoloz Basilašvili  | 6(5)–7, 2–6         |
| 10. | 25 giugno 2022   | Mallorca Championships, Calvià    | Erba        | Stefanos Tsitsipas   | 4–6, 6–3, 6(2)–7    |
| 11. | 14 gennaio 2023  | Adelaide International, Adelaide  | Cemento     | Kwon Soon-woo        | 4–6, 6–3, 6(4)–7    |

## Risultati in progressione
| V | F | SF | QF | #T | RR | Q# | A | Z# | PO | O | F-A | SF-B | ND |

(V) Torneo vinto; raggiunto (F) finale, (SF) semifinale, (QF) quarti di finale, (#T) turni 4, 3, 2, 1; (RR) round - robin; (Q#) Turno di qualificazione; (A) assente dal torneo; (Z#) Zona gruppo Coppa Davis/Fed Cup (con indicazione numero); (PO) play-off Coppa Davis o Fed Cup; vinto un (O) oro, (F-A) argento o (SF-B) bronzo ai Giochi Olimpici; (ND) torneo non disputato.

### Singolare
Aggiornato al 17 marzo 2025.
| Tornei Grande Slam   |               |               |               |               |               |               |               |               |               |               |               |       |               |               |       |       |          |          |          |
| Australian Open      | Q3            | Q1            | 1T            | 2T            | 4T            | 2T            | 4T            | 4T            | 1T            | QF            | 3T            | 1T    | 3T            | 4T            | 1T    | 1T    | 0 / 14   | 22–14    | 61%      |
| Roland Garros        | Q2            | Q2            | Q1            | 2T            | 3T            | 2T            | 4T            | 4T            | 3T            | 3T            | 3T            | 2T    | A             | 2T            | 1T    | 1T    | 0 / 12   | 18–12    | 60%      |
| Wimbledon            | Q2            | Q3            | Q3            | 2T            | 3T            | 4T            | 3T            | 4T            | A             | SF            | ND            | 4T    | 2T            | 1T            | 4T    |       | 0 / 10   | 22–9     | 71%      |
| US Open              | A             | Q1            | Q3            | 2T            | 4T            | 4T            | 3T            | 3T            | 1T            | 1T            | 3T            | 3T    | 1T            | A             | 2T    |       | 0 / 11   | 15–10    | 60%      |
| Vittorie-Sconfitte   | 0–0           | 0–0           | 0–1           | 4–4           | 10–4          | 8–4           | 9–4           | 11–4          | 2–3           | 11-4          | 6-3           | 6-4   | 3–2           | 4–3           | 4-4   | 0–2   | 0 / 46   | 78–46    | 63%      |
| Nazionale            |               |               |               |               |               |               |               |               |               |               |               |       |               |               |       |       |          |          |          |
| Giochi Olimpici      | ND            | ND            | A             | Non disputato | Non disputato | Non disputato | QF            | Non disputato | Non disputato | Non disputato | Non disputato | A     | Non disputato | Non disputato | A     | ND    | 0 / 1    | 3–1      | 75%      |
| Coppa Davis          | A             | A             | A             | A             | PO            | Z1            | Z1            | QF            | SF            | V             | A             | A     | QF            | A             | QF    |       | 1 / 8    | 15-7     | 68%      |
| ATP Cup/United Cup   | Non disputato | Non disputato | Non disputato | Non disputato | Non disputato | Non disputato | Non disputato | Non disputato | Non disputato | Non disputato | F             | SF    | F             | A             | A     | A     | 0 / 3    | 11-3     | 79%      |
| Vittorie-Sconfitte   | 0–0           | 0–0           | 0–0           | 0–0           | 1–3           | 1–0           | 5–1           | 2–0           | 0–2           | 2-1           | 6-0           | 1-2   | 9-2           | 0–0           | 2–0   | 0–0   | 1 / 9    | 29–11    | 72%      |
| Statistiche Carriera |               |               |               |               |               |               |               |               |               |               |               |       |               |               |       |       |          |          |          |
|                      | 2010          | 2011          | 2012          | 2013          | 2014          | 2015          | 2016          | 2017          | 2018          | 2019          | 2020          | 2021  | 2022          | 2023          | 2024  | 2025  | Carriera | Carriera | Carriera |
| Titoli / Finali      | 0 / 0         | 0 / 0         | 0 / 0         | 0 / 1         | 2 / 3         | 0 / 2         | 2 / 4         | 2 / 2         | 2 / 3         | 1 / 1         | 0 / 0         | 0 / 2 | 2 / 3         | 0 / 1         | 1 / 1 |       | 12 / 22  | 12 / 22  | 12 / 22  |
| Totale V–S           | 0-2           | 0-0           | 3-10          | 26-22         | 45-23         | 42-29         | 48-23         | 48-21         | 33-20         | 42-22         | 20-8          | 29-25 | 39-20         | 11-13         | 25-21 | 10-16 | 427-283  | 427-283  | 60%      |
| Ranking fine anno    | 170           | 178           | 80            | 58            | 15            | 25            | 14            | 20            | 24            | 9             | 13            | 19    | 21            | 57            | 51    |       |          |          |          |

### Vittorie contro giocatori top-10
| Stagione | 2005 | 2006 | 2007 | 2008 | 2009 | 2010 | 2011 | 2012 | 2013 | 2014 | 2015 | 2016 | 2017 | 2018 | 2019 | 2020 | 2021 | 2022 | 2023 | 2024 | 2025 | Totale |
| Vittorie | 0    | 0    | 0    | 0    | 0    | 0    | 0    | 0    | 1    | 2    | 0    | 3    | 1    | 0    | 4    | 1    | 3    | 3    | 2    | 1    | 1    | 22     |

| #    | Giocatore             | Rank | Evento                             | Superficie  | Turno | Punteggio                  |
| ---- | --------------------- | ---- | ---------------------------------- | ----------- | ----- | -------------------------- |
| 2013 |                       |      |                                    |             |       |                            |
| 1.   | Tomáš Berdych         | 6    | Chennai Open, Chennai              | Cemento     | QF    | 7–5, 2–6, 6–3              |
| 2014 |                       |      |                                    |             |       |                            |
| 2.   | Juan Martín del Potro | 5    | Australian Open, Melbourne         | Cemento     | 2T    | 4–6, 6–3, 5–7, 6–4, 7–5    |
| 3.   | Tomáš Berdych         | 5    | Indian Wells Open, Indian Wells    | Cemento     | 2T    | 4–6, 6–2, 6–4              |
| 2016 |                       |      |                                    |             |       |                            |
| 4.   | Jo-Wilfried Tsonga    | 10   | Auckland Open, Auckland            | Cemento     | SF    | 3–6, 7–6(3), 6–4           |
| 5.   | Jo-Wilfried Tsonga    | 9    | Miami Open, Miami                  | Cemento     | 3T    | 2–6, 6–3, 7–6(3)           |
| 6.   | Novak Đoković         | 1    | Shanghai Masters, Shanghai         | Cemento     | SF    | 6–4, 6–4                   |
| 2017 |                       |      |                                    |             |       |                            |
| 7.   | Kei Nishikori         | 9    | Torneo di Wimbledon, Londra        | Erba        | 3T    | 6–4, 7–6(3), 3–6, 6–3      |
| 2019 |                       |      |                                    |             |       |                            |
| 8.   | Novak Đoković         | 1    | Qatar Open ATP, Doha               | Cemento     | SF    | 3–6, 7–6(6), 6–4           |
| 9.   | Marin Čilić           | 7    | Australian Open, Melbourne         | Cemento     | 4T    | 6(6)–7, 6–3, 6–2, 4–6, 6–4 |
| 10.  | Novak Đoković         | 1    | Miami Open, Miami                  | Cemento     | 4T    | 1–6, 7–5, 6–3              |
| 11.  | Karen Chačanov        | 9    | Torneo di Wimbledon, Londra        | Erba        | 3T    | 6–3, 7–6(3), 6–1           |
| 2020 |                       |      |                                    |             |       |                            |
| 12.  | Daniil Medvedev       | 5    | Cincinnati Masters, Cincinnati     | Cemento     | QF    | 1–6, 6–4, 6–3              |
| 2021 |                       |      |                                    |             |       |                            |
| 13.  | Dominic Thiem         | 4    | Qatar Open ATP, Doha               | Cemento     | QF    | 7–6(3), 2–6, 6–4           |
| 14.  | Andrej Rublëv         | 8    | Qatar Open ATP, Doha               | Cemento     | SF    | 6–3, 6–3                   |
| 15.  | Daniil Medvedev       | 2    | Miami Open, Miami                  | Cemento     | QF    | 6–4, 6–2                   |
| 2022 |                       |      |                                    |             |       |                            |
| 16.  | Casper Ruud           | 8    | ATP Cup, Sydney                    | Cemento     | RR    | 6–4, 7–6(4)                |
| 17.  | Hubert Hurkacz        | 9    | ATP Cup, Sydney                    | Cemento     | SF    | 7–6(6), 2–6, 7–6(5)        |
| 18.  | Daniil Medvedev       | 1    | Mallorca Championships, Maiorca    | Erba        | QF    | 6–3, 6–2                   |
| 2023 |                       |      |                                    |             |       |                            |
| 19.  | Andrej Rublëv         | 8    | Adelaide International, Adelaide   | Cemento     | 1T    | 4–6, 6–3, 6–4              |
| 20.  | Daniil Medvedev       | 3    | Halle Open, Halle                  | Erba        | QF    | 7–5, 7–6(3)                |
| 2024 |                       |      |                                    |             |       |                            |
| 21   | Casper Ruud           | 8    | Swiss Indoors, Basilea             | Cemento (i) | 1T    | 6–3, 3–6, 6–3              |
| 2025 |                       |      |                                    |             |       |                            |
| 22   | Holger Rune           | 9    | Queen's Club Championships, Londra | Erba        | QF    | 7–6(5), 6(4)–7, 6–2        |